# Puy-de-Dôme
Puy-de-Dôme (okcitánsky: lo Puèi de Doma / lo Puèi Domat) je francouzský departement v regionu Auvergne Rhône-Alpes. Je pojmenován podle vyhaslé sopky Puy de Dôme. Hlavní město je Clermont-Ferrand.

## Historie
Departement byl ustaven během francouzské revoluce roku 1790. Původně se oblast měla jmenovat Mont d'Or (Zlatá hora), ale poslanec za Clermont-Ferrand Gaultier de Biauzat nakonec rozhodl, že Zlatá hora není dostatečně rovnostářský název a vybral tak současné jméno, Puy-de-Dôme.
Dnešní hranice departementu zhruba kopírují hranice historické provincie Basse-Auvergne.

## Průmysl
Hlavním průmyslovým odvětvím je výroba pneumatik, soustředěná především v továrně Michelin v Clermont-Ferrand. Mezi další odvětví patří například papírenský průmysl, produkce sýrů, nebo farmaceutický průmysl. Významnou složkou ekonomiky je také turismus.

## Geografie

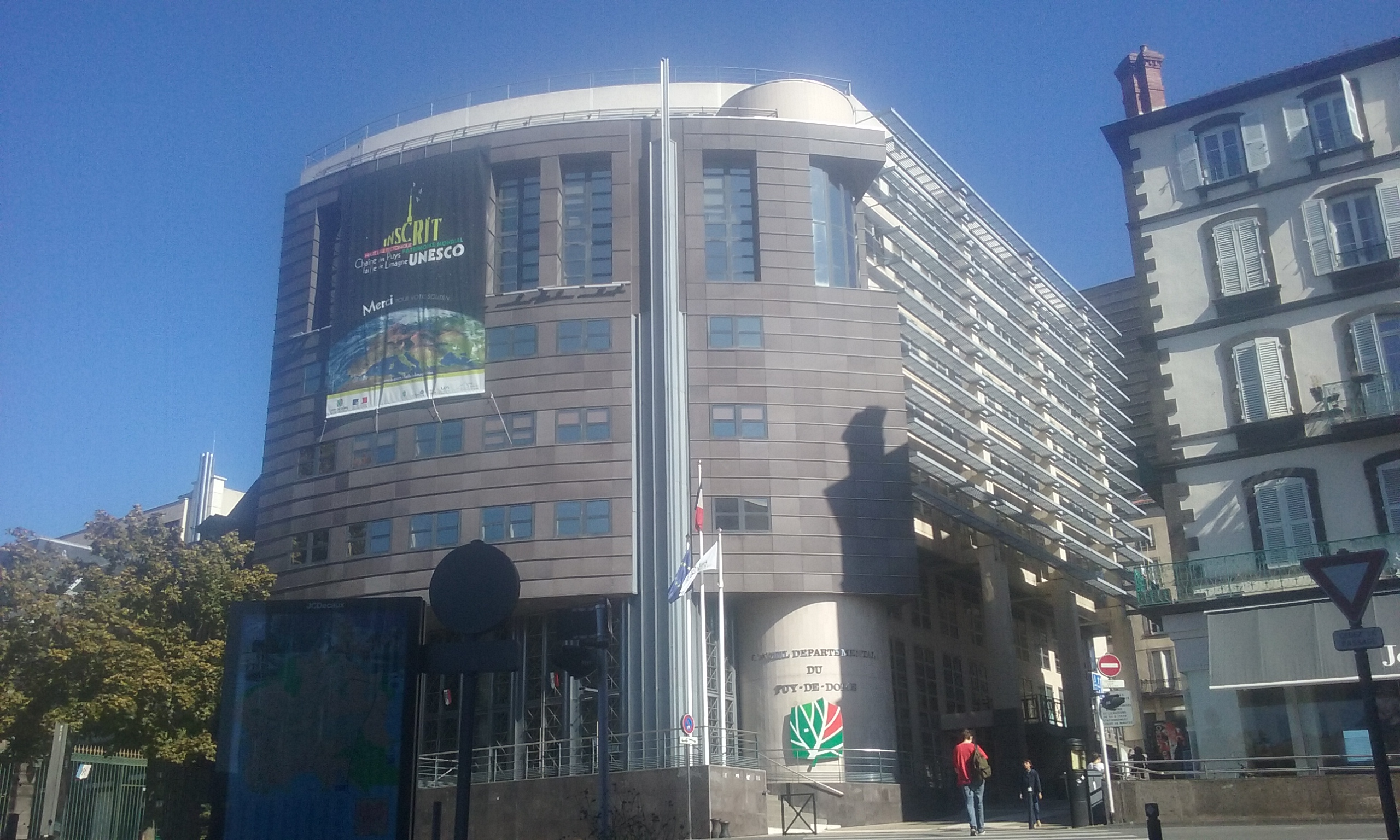
Sídlo generální rady v Clermont-Ferrand

Departement je součástí regionu Auvergne. Je obklopen departementy Allier, Loire, Haute-Loire, Cantal, Corrèze a Creuse. Administrativním centrem oblasti je Clermont-Ferrand, další důležitá města jsou Thiers, Riom, Issoire, Ambert a Cournon-d'Auvergne.
Skládá se z arrondissementů Ambert, Clermont-Ferrand, Issoire, Riom a Thiers.
Většinu území zabírá pohoří Chaîne des Puys s významnými horami Puy de Dôme (1464 m) a Puy de Sancy (1886 m). Ve středu území se nachází nížina Limagne a na východě můžeme nalézt významné žulové masívy Livradois.
Hlavními řekami departementu jsou Allier (přítok Loiry) a Dordogne.

## Podnebí

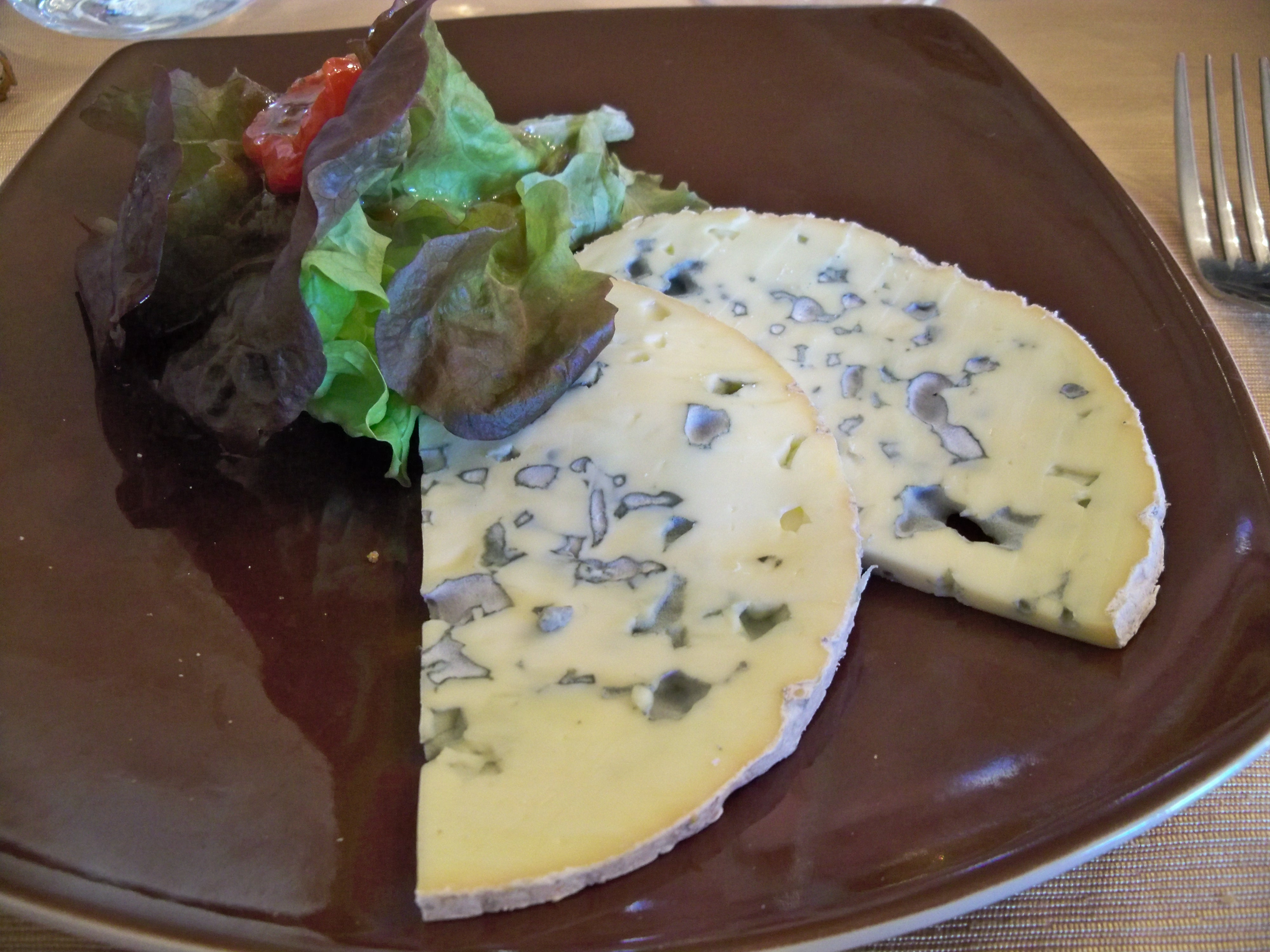
Fourme d'Ambert

Puy-de-Dôme je oblastí výrazných klimatických rozdílů, souvisejících především se značným rozpětím nadmořské výšky. Klima tak má jak kontinentální, tak oceánský ráz. Průměrné srážky se pohybují v rozmezí 500 až 2000 mm za rok.

## Sousední departementy
| Růžice kompasu |         | Allier      |             | Růžice kompasu |
| Růžice kompasu | Creuse  | Sever       | Loire       | Růžice kompasu |
| Růžice kompasu | Creuse  | Puy-de-Dôme | Loire       | Růžice kompasu |
| Růžice kompasu | Creuse  | Jih         | Loire       | Růžice kompasu |
| Růžice kompasu | Corrèze | Cantal      | Haute-Loire | Růžice kompasu |